# Шпага Славка Беркути
«Шпага Славка Беркути» — психологічна повість Ніни Бічуї про чотирьох розумних підлітків, котрі мають власну думку і шукають свій шлях у житті.

## Персонажі

### Головні персонажі
- Славко Беркута — несподівано для себе й оточуючих програє змагання із фехтування, хтось паплюжить його ім'я, через що його навіть хочуть вигнати зі школи… Та ці проблеми він намагається вирішувати з гордо піднятою головою, як дорослий. І хоча йому не вірять, він не хитрує, не викручується. Славко говорить правду і стоїть на своєму, хай навіть його виженуть.
- Лілі Теслюк — успішна, всебічно розвинена і талановита дівчинка, яка виявила себе і в кіномистецтві, і у бальних танцях, і у вивченні іноземних мов — ще один яскравий образ дитини у повісті, який, хоч і не так глибоко психологічно вмотивований, але важливий порушеною проблемою лідерства.
- Юлько Ващук — відмінник у школі, розумний і талановитий хлопець, який обожнює малювати, проте закритий в собі, самотній. У конфлікті зі Славком, спровокованому Юльком, останній був поранений шпагою. Після цього він перестає бути другом Славка. Одного разу, коли Юлько ще із трьома хлопцями вийшов з гастроному, в якому він пив, його побачила працівниця міліції, спитала, як його звуть. Тоді Юлько назвався Славком Беркутою. Винним став Славко, якого згодом виправдали, проте вину Юлька так і не розкрили.
- Стефко Вус — один з головних персонажів твору, напівсирота, якого виховує недбалий батько. Сестра Стефка, Настя, не витримавши батькового виховання, пішла до інтернату. Стефко жив вуличним життям, прогулював уроки, проте не втратив хороших людських рис: був прихильним до тварин, зробив спробу завадити Юльковому плану помсти Славкові за поранення.

### Другорядні персонажі
- Андрій Степанович — тренер, що навчав Славка фехтуванню. Запропонував йому відвідувати тренування після того, як група вже була укомплектована. Завдяки Андрію Степановичу Славко, який дуже хотів бути на нього схожим, став найкращим фехтувальником у команді. Тренер підтримував свого учня в усіх його випробуваннях.
- Антон Дмитрович — вчитель географії, завдяки якому Славко зацікавився спелеологією. Підтримував Славка на шкільному суді.
- Варвара Трохимівна — класна керівниця сьомого «Б», у якому навчався Славко Беркута; не цікавлячись життям своїх учнів, виступала за покарання Славка на шкільному суді.
- Директор — директор школи, в якій навчався Славко Беркута; не цікавлячись життям своїх учнів, виступав за покарання Славка на шкільному суді.
- Працівниця міліції, «немолода втомлена жінка», — працівниця дитячої кімнати міліції, яка помітила Юлька Ващука на вулиці після того, як він пив у гастрономі, після чого той представився їй Славком Беркутою. На шкільному суді вона виступила на захист Славка Беркути.
- інші, зокрема, батьки Славка Беркути, Юлька Ващука, батько Стефка Вуса, Настя (сестра Стефка), дев'ятикласник, що проводив шкільний суд над Славком, Надія Григорівна, учні сьомого «Б».

## Композиція
Експозиція: знайомство з головними героями повісті.
Зав'язка: пізнання ціни дружби.
Розвиток дії: навчання та захоплення Славка, Юлька, Стефка, Лілі.
Кульмінація: шкільний суд над Славком Беркутою.
Розв'язка: виправдання Славка на суді.

## Сюжетні лінії
- Славко і Юлько (дружба і протистояння)
- Юлько-Ліля-Славко (любовний трикутник)
- Життя кожного з чотирьох персонажів

## Проблематика
- самотність людини
- самовдосконалення і самореалізації дитини
- відповідальність за свої вчинки
- віра в себе
- протистояння брехні і правди
- стосунки між дітьми

## Видання
- Вперше видано 1968 року.
- Бічуя Н. Шпага Славка Беркути. — Л.: Видавництво Старого Лева, 2010. — 174 с.